# Hybomitra fattigi
Hybomitra fattigi är en tvåvingeart som beskrevs av Philip 1966. Hybomitra fattigi ingår i släktet Hybomitra och familjen bromsar. Inga underarter finns listade i Catalogue of Life.